# Jurzyn (Zimna Brzeźnica)
Jurzyn – część wsi Zimna Brzeźnica w Polsce, położony w województwie lubuskim, w powiecie żagańskim, w gminie Niegosławice.
W latach 1975–1998 Jurzyn administracyjnie należał do województwa zielonogórskiego.